# A doua șansă (film din 2018)
A doua șansă (titlu original: Second Act) este un film american de comedie romantică din 2018 regizat de Peter Segal după un scenariu de Elaine Goldsmith-Thomas și Justin Zackham. Rolurile principale au fost interpretate de actorii Jennifer Lopez, Leah Remini, Vanessa Hudgens, Treat Williams și Milo Ventimiglia.

## Distribuție
- Jennifer Lopez - Maya DaVilla/ Maria Vargas 
  - Brianda Agramonte - tânăra Maya DeVilla/ Maria Vargas
- Vanessa Hudgens - Zoe Clarke/ Sarah Rosalina de la Santa Cruz Davilla Vargas
- Leah Remini - Joan
- Treat Williams - Anderson Clarke
- Milo Ventimiglia - Trey
- Annaleigh Ashford - Hildy Ostrander
- Charlyne Yi - Ariana Ng
- Alan Aisenberg - Chase
- Freddie Stroma - Ron Ebsen
- Dave Foley - Felix Herman
- Larry Miller - Weiskopf
- Dierdre Friel - Big Ant
- Lacretta - Suzi Teplitsky
- Dan Bucatinsky - Arthur Coyle
- Dakton Harrod - Dilly
- John James Cronin - Otto
- Elizabeth Masucci - Claire
- Michael Boatman - Edward Taylor
- Anna Suzuki - Alicia Zhou
- Ellen Cleghorne - Shaniqua